# Batalla de Tarqui
La batalla de Tarqui es lliurà el 27 de febrer de 1829 a l'anomenat Portete de Tarqui, a pocs quilòmetres de Cuenca, entre tropes de la Gran Colòmbia, comandades per Antonio José de Sucre i Juan José Flores, i tropes peruanes comandades per José de La Mar.

## Antecedents
Després de la independència definitiva del Perú, el país estava en bona part sotmès al «Protectorat del Perú» de Simón Bolívar, que controlava estretament els seus assumptes. A més encara estava acantonada a Lima la 3a Divisió de l'exèrcit colombià que havia col·laborat en la independència. Bolívar va haver d'abandonar Lima el 1826, per intentar solucionar els greus problemes que es plantejaven a la Gran Colòmbia. Aquest fet fou aprofitat per destacats membres del govern i l'exèrcit peruà per eliminar la influència colombiana i poder incloure dins el territori nacional el territori que per intigació de Bolivar i Sucre va formar la nova República independent de Bolívia (l'antic Alt Perú) així com el departament colombià d'Azuay (corresponent a l'actual part meridional de l'Equador, amb capital a Cuenca) i la ciutat de Guayaquil, on una part influent de la burgesia recolzava la incorporació al Perú.
El juny de 1827 les eleccions legislatives proclamaren president del Perú al general José de La Mar, que resident inicialment a Guayaquil, hi tenia forts interessos comercials. La Mar organitzà dos exèrcits, un es dirigí a Bolívia i l'altre cap a l'actual Equador. Les negociacions diplomàtiques amb Bolívar fracassaren, i el juliol de 1828 Bolívar declara la guerra al Perú. El 28 de novembre de 1828 La Mar penetrà en territori de la Gran Colòmbia i ocupà Loja i pràcticament tot el departament d'Azuay; posteriorment, La Mar ocupà també Guayaquil, evacuada pel general colombià Juan Illingworth a l'espera de reforços. Davant de la situació Antonio José de Sucre, llavors ja de retorn a Quito després de renunciar a la presidència boliviana, i Juan José Flores, governador del departament de l'Equador, concentraren l'exèrcit del Sud de Colòmbia a prop de Cuenca per pressionar a les tropes peruanes, que el 10 de febrer de 1829 havien ocupat Cuenca. Després d'un breu encontre a prop de la població de Saraguro, on l'avantguarda grancolombiana derrotà un destacament peruà, el 27 de febrer tingué lloc l'encontre principal entre els dos exèrcits.

## Batalla

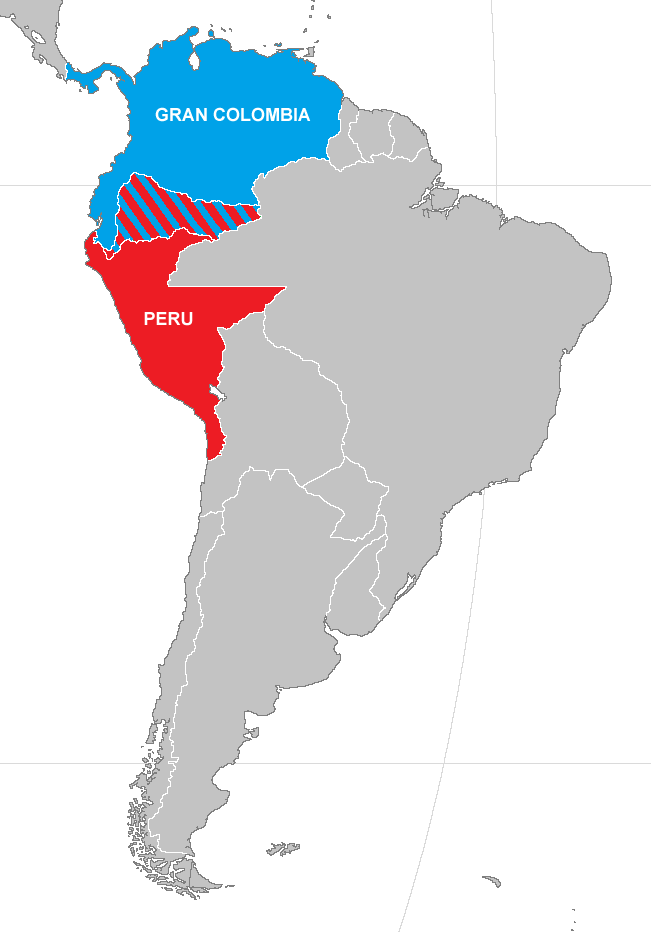
Territori en disputa entre Gran Colombia i Peru

Al matí del dia 27 de febrer de 1829 i després d'una llarga marxa que durà tota la nit anterior, el mariscal Sucre aconseguí situar tres batallons i un esquadró al nord de la planura de Tarqui en posició avantatjosa, mentre espera l'arribada de la 2a Divisió. En aquell instant es van sentir els primers trets peruans contra el batalló Cedeño, comandat pel general José María Camacaro. El batalló Rifles avançà per reforçar-lo i es troben amb el batalló Quito. La confusió inicial de la batalla i la falta de visibilitat fa que aquests batallons s'enfrontin entre ells.
Malgrat tot, les experimentades tropes colombianes aconseguiren desorganitzar els diversos batallons peruans separadament. El general Flores, mentrestant, aconseguí superar els boscos que el separaven de l'enemic i organitzar un atac conjunt dels diversos batallons. Aquesta darrera ofensiva segellà el resultat de la batalla.
La victòria grancolombiana es degué en bona part a l'enfrontament per separat contra cada batalló de l'avançada peruana, que en cap moment va actuar de forma unitària i va deixar els seus batallons aïllats els uns dels altres.

## Conseqüències
Tot i la derrota, el gruix de les tropes peruanes romandre intacte, tot esperant la batalla final (que mai va succeir) doncs José de La Mar i Sucre signen l'Acord de Girón: les forces peruanes s'haurien de retirar del departament d'Azuay i abandonar totes les places ocupades, reconeixent Sucre implícitament a Tombis, Jaén i Maynas com a territoris peruans.
Si bé les forces peruanes es retiraren, La Mar es negà a entregar Guayaquil i, de fet, es preparava per iniciar una nova ofensiva. Fins i tot el mateix Bolívar s'havia desplaçat cap al sud per dirigir la campanya per recuperar Guayaquil. Tot i així, la guerra acabà inesperadament amb un cop d'estat a Lima que derrocà La Mar. El nou govern d'Agustín Gamarra cessà les hostilitats i entregà Guayaquil el 20 de juliol. El 22 de setembre de 1829 es firmà el tractat de Guayaquil i es preparà una comissió mixta per fixar definitivament els límits entre els països. Poc després va morir Bolívar i la Gran Colòmbia es va fraccionar en tres repúbliques: Veneçuela, Nova Granada (Colòmbia) i l'Equador, que desembocarà en el llarg conflicte fronterer entre Equador i Perú.